# Tephritis furcata
Tephritis furcata är en tvåvingeart som beskrevs av Hardy och Drew 1996. Tephritis furcata ingår i släktet Tephritis och familjen borrflugor. Inga underarter finns listade i Catalogue of Life.